# カフェクルベン島

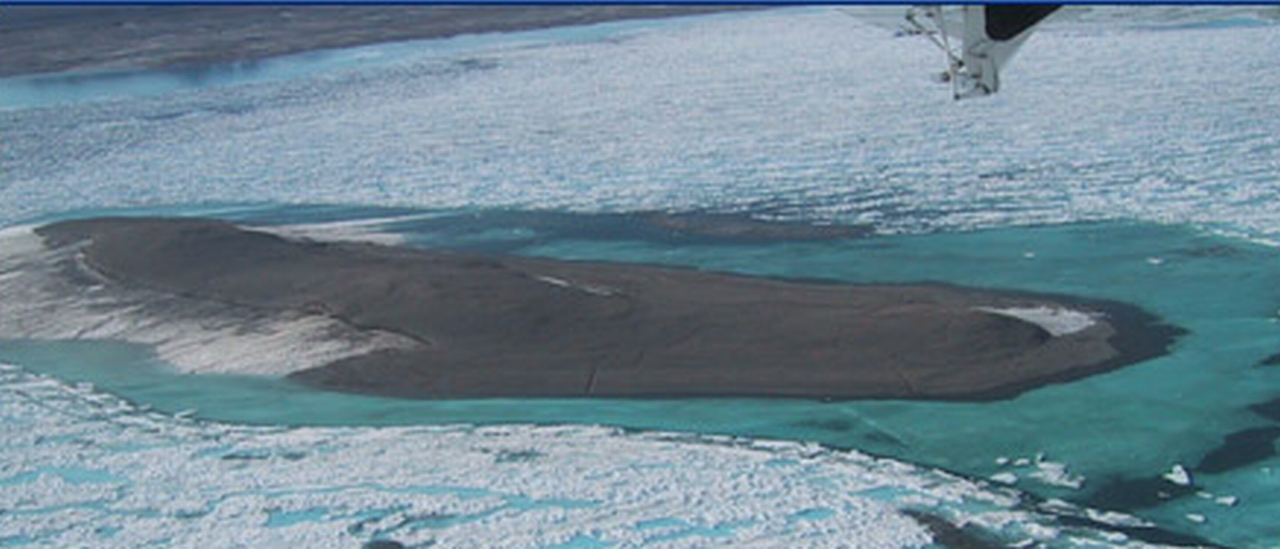
カフェクルベン島の航空写真。2008年9月29日撮影

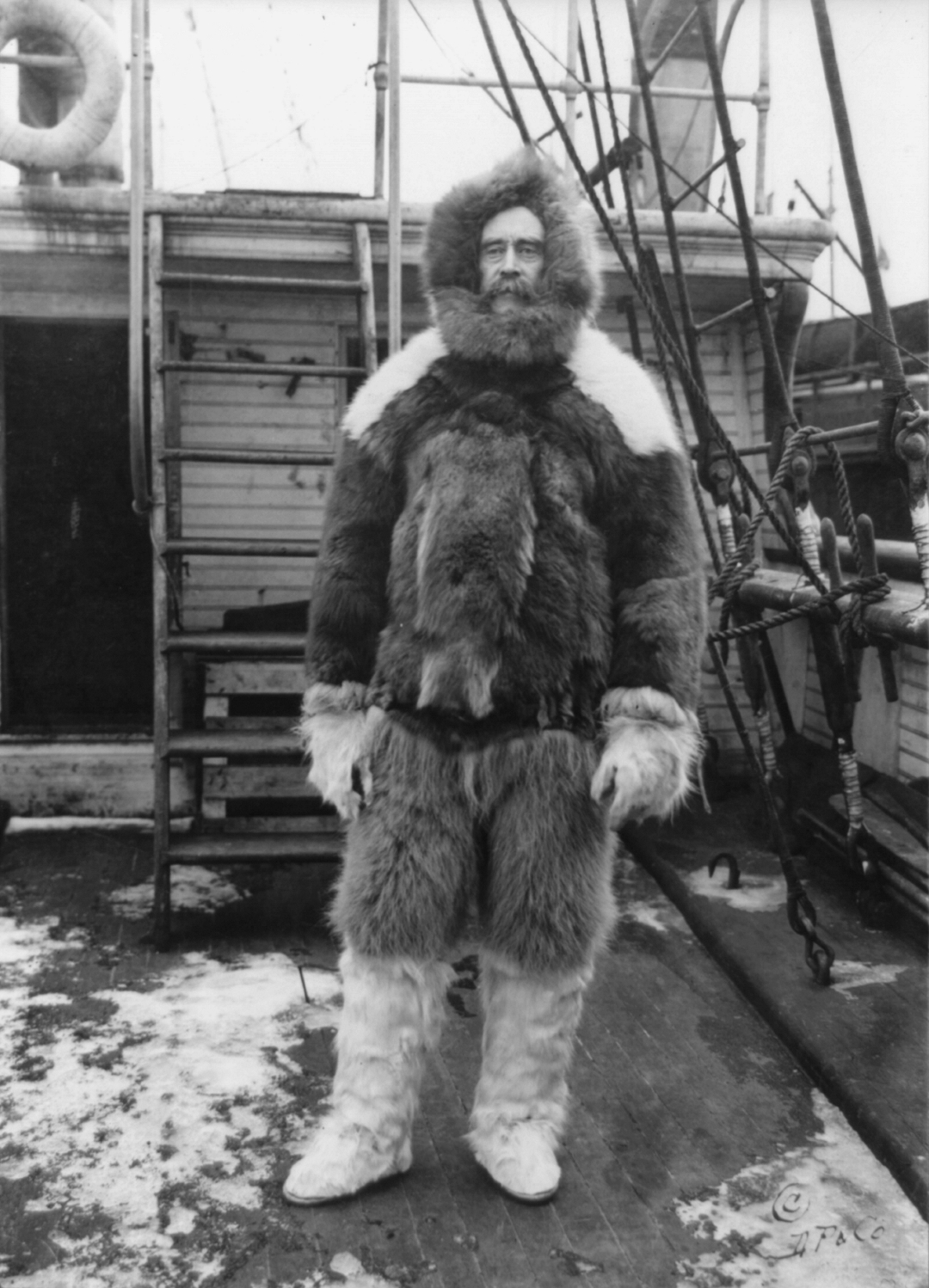
島を発見した探検家のロバート・ピアリー

カフェクルベン島（カフェクルベンとう、デンマーク語: Kaffeklubben Ø）、またはザ・コーヒー・クラブ島（ザ・コーヒー・クラブとう、英: The Coffee Club Island）は、グリーンランド北端沖に位置する小島。地球最北の陸地であると言われている。
北緯83度39分45秒 西経30度36分50秒 / 北緯83.66250度 西経30.61389度座標: 北緯83度39分45秒 西経30度36分50秒 / 北緯83.66250度 西経30.61389度、北極点から713.5km。フレデリック・E・ハイドフィヨルドの北、モリス・ジェサップ岬の37km東でケープ・ブライジマン岬の西、グリーンランド北岸の中央部よりも少し東寄りに位置する。島の全長は1kmほどである。
1900年にアメリカのロバート・ピアリーによって発見されたが、1921年にデンマークのラウゲ・コクが上陸するまで未踏であった。コクはコペンハーゲンの鉱物博物館にあったコーヒークラブにちなみ島を命名した。1969年にはカナダのチームが島の北端はモリス・ジェサップ岬より750m北であると推定し、地球最北の陸地とされるようになった。
その後、さらに北にもオーダークや83-42、ATOW1996などの陸地が見つかった。しかしながら、そういった砂礫からなる小島の多くは氷床の侵食作用に晒されており、いずれも長期間存在し続けるものではないため、最北端と見なすかどうか議論の対象となっている。

## 植生
厳しい環境に関わらず、カフェクルベン島では植物が生息している。蘚類や苔類、地衣類に限らず、被子植物も確認されている。